# マイク・ウェッジウッド
マイク・ウェッジウッド（Mike Wedgwood、1950年5月19日 - 、ダービー生まれ）は、イギリス人のベーシスト兼シンガー。陶芸家の一族、ウェッジウッドとも関係がある。

## 略歴
ウェッジウッドは1968年に、オーヴァーランダーズ (The Overlanders)に加入した。彼らの最大のヒット曲は、ビートルズの曲「ミッシェル」のカバーだった。そして、1971年まで在籍していた。
1971年から1972年にかけてArthur's Motherと行動した後、1972年にカーヴド・エアに加入し、サード・アルバム『ファンタスマゴリア -ある幻想的な風景-』で演奏した。その後、バンドが分裂したとき、ソーニャ・クリスティーナと共にバンドに残り、新編成のバンドを結成するのを助けた。彼らは1973年に再び解散する前に、アルバム『エア・カット』（そして1990年に『ラヴ・チャイルド』としてリリースされる4つのトラック）をレコーディングした。
イギリスで行われたエルトン・ジョンの「Yellow Brick Road Tour」に帯同し、キキ・ディーのバック・バンドで演奏を行った。エルトンの曲「Hard Luck Story」をキキとレコーディングした後、1974年にキャラヴァンに加入し、1976年まで彼らと共に活動した。アルバムとしては、『ライヴ・アット・ザ・フェアフィールド・ホールズ1974～ザ・ベスト・オブ・キャラヴァン・ライヴ』（2002年にデッカ・レコードによってCDリリースされた。実際にはキャラヴァンでの彼の演奏デビューを録音したものだった）、『ロッキン・コンチェルト』、『聖ダンスタンス通りの盲犬』で演奏している。
1993年から1995年までには、ゴードン・ハスケルと仕事している。
ウェッジウッドは現在、デンマークに住んでおり、ソロでライブを行うほか、ウェッジウッド・バンド、The Skriver Bjarnesen Blues Band、Stan Urban、その他、さまざまなメンバーとライブを行っている。彼はシルケボーにあるウェッジウッド・スタジオを所有し運営している。

## ディスコグラフィ

### ソロ・アルバム
- Places Like These (1993年) ※Michael Wedgwood名義
- About Time (2017年) ※Michael Wedgwood名義

### ウェッジウッド・バンド
- Journey Through Love (2008年)
- Thrive (2011年)

### キャラヴァン
- 『ロッキン・コンチェルト』 - Cunning Stunts (1975年)
- 『聖ダンスタンス通りの盲犬』 - Blind Dog at St. Dunstans (1976年)
- 『ライヴ・アット・ザ・フェアフィールド・ホールズ1974～ザ・ベスト・オブ・キャラヴァン・ライヴ』 - The Best Of Caravan "Live" (1980年)

### カーヴド・エア
- 『ファンタスマゴリア -ある幻想的な風景-』 - Phantasmagoria (1972年)
- 『エア・カット』 - Air Cut (1973年)
- 『ラヴ・チャイルド』 - Lovechild (1990年) ※1973年録音のアウトテイク集